# Imre Kovács
Imre Kovács (* 26. November 1921 in Budapest; † 9. März 1996 ebenda) war ein ungarischer Fußballspieler. Mit der Nationalmannschaft seines Heimatlandes nahm er an der Fußball-Weltmeisterschaft 1954 teil.

## Karriere
Imre Kovács begann seine Karriere beim Verein Tatabányai Bányász Sport Club in der gleichnamigen Stadt. Zuvor war er bereits bei einigen regionalen Vereinen in der Jugend aktiv. Nach nur kurzer Zeit in Tatabánya wechselte Kovács zu Diósgyőri Vasgyárak Testgyakorló Köre, ehe er sich 1945 MTK Budapest FC, damals bekannt als MTK Hungária FC, anschloss. In einer Mannschaft unter anderem mit Nándor Hidegkuti, Mihály Lantos oder József Zakariás gewann Kovács während seiner Zeit bei MTK dreimal die ungarische Fußballmeisterschaft. In der Saison 1951 wurde man Erster mit vier Punkten vor Kispest-Honvéd Budapest, dem Armeeverein Ungarns, bei dem zur damaligen Zeit die besten Spieler des Landes, etwa Ferenc Puskás oder Sándor Kocsis, spielten. Zwei Jahre darauf hatte man als Tabellenführer nach 26 Spielen drei Punkte Vorsprung erneut vor Kispest-Honvéd und gewann dadurch erneut die Meisterschaft. Seine letzte Meisterschaft mit MTK Hungária gewann Imre Kovács in der Saison 1957/58, als man in der Nemzeti Bajnokság den ersten Rang mit einem Punkt Vorsprung vor Kispest-Honvéd belegte. Auch die Magyar Kupa, den ungarischen Fußballpokal, gewann Kovács mit MTK während seiner Zeit einmal, der Titelgewinn gelang im Jahre 1952 durch ein 3:2 im Endspiel gegen Dorogi Bányász. Imre Kovács spielte bis 1959 bei MTK Hungária, ehe er seine aktive Karriere beendete und Fußballtrainer wurde. Nachdem er bereits seit 1956 MTK als Spielertrainer trainiert hatte, arbeitete er bis 1964 als Coach bei dem Verein, gewann aber außer dem Mitropapokal 1962 keinen Titel. Als größter Erfolg seiner Trainertätigkeit bei MTK ist das Erreichen des Endspiels im Europapokal der Pokalsieger 1963/64 zu werten, wo MTK mit 3:3 nach Verlängerung und 0:1 an Sporting Lissabon scheiterte, nachdem man zuvor unter anderem Fenerbahçe Istanbul und Celtic Glasgow besiegt hatte. Kovács fungierte bei diesem internationalen Erfolg als Trainer zusammen mit Béla Volentik. Nach dem Ende seiner Zeit als Trainer bei MTK trainierte er viele kleinere Vereine, aber auch für kurze Zeit Újpest Budapest, Videoton FC und erneut MTK Budapest.
In der ungarischen Fußballnationalmannschaft wurde Imre Kovács zwischen 1948 und 1952 insgesamt achtmal eingesetzt. Mit der Nationalmannschaft seines Heimatlandes nahm er an der Fußball-Weltmeisterschaft 1954 in der Schweiz teil. Bei dem Turnier, bei dem er nicht eingesetzt wurde, erreichte die ungarische Mannschaft, die als großer Favorit in die Weltmeisterschaft gegangen war, das Endspiel, unterlag dort aber überraschend gegen Deutschland mit 2:3. Auch nahm er mit Ungarn an den Olympischen Sommerspielen 1952 in Helsinki teil, wo er im Erstrundenspiel gegen Rumänien in Turku (2:1) sein letztes Länderspiel machte. Seine Mannschaft indes gewann das Turnier, nachdem im Endspiel Jugoslawien mit 2:0 besiegt wurde.